# Comitato Olimpico Nazionale del Turkmenistan
Il Comitato Olimpico Nazionale del Turkmenistan (noto anche come Национальный олимпийский комитет Туркменистана in russo) è un'organizzazione sportiva turkmena, nata nel 1990 a Aşgabat, Turkmenistan.
Rappresenta questa nazione presso il Comitato Olimpico Internazionale (CIO) dal 1993 ed ha lo scopo di curare l'organizzazione ed il potenziamento dello sport in Turkmenistan e, in particolare, la preparazione degli atleti turkmeni, per consentire loro la partecipazione ai Giochi olimpici. L'associazione è, inoltre, membro del Consiglio Olimpico d'Asia.
L'attuale presidente del comitato è Gurbanguly Berdimuhamedow, mentre la carica di segretario generale è occupata da Azat Muradov.